# Тюремный фильм
Тюремный фильм — кинематографический жанр, связанный с тюремной жизнью и часто побегом из тюрьмы. Эти фильмы варьируются от известных драм, исследующих природу тюрем, таких как «Хладнокровный Люк», «Полуночный экспресс», «Брубэйкер», «Побег из Алькатраса», «Побег из Шоушенка» и «Поцелуй женщины-паука», до боевиков, таких как «Взаперти» и «Обсуждению не подлежит», и даже комедий, высмеивающих такие жанры, как «Stir Crazy», «Пожизненно» и «Пошли в тюрьму». Утверждается, что тюремные фильмы «виновны в чрезмерном упрощении сложных вопросов, конечным результатом которых является распространение стереотипов». Например, говорят, что они увековечивают «общее заблуждение о том, что большинство сотрудников исправительных учреждений являются оскорбительными» и что заключённые «насильственны и не подлежат искуплению».

## Темы
Темы, которые неоднократно поднимаются в тюремных фильмах, включают попытки побега, бандитскую деятельность в тюрьме, усилия ошибочно осуждённых лиц доказать свою невиновность, а также жестокость охранников и управления. Существует целый поджанр кино, где самым жестоким заключенным разрешено (или заставляют) участвовать в боксёрских матчах или боях боевых искусств, изобилующих высокими ставками на результаты. Тюремные фильмы, действие которых происходит во время войны, стали популярным поджанром, известным как «фильм о военнопленных». Эти различные тематические элементы могут быть объединены вместе, где, например, заключенный, вынужденный сражаться, использует повод для планирования побега.
Тюремное заключение является широко распространённым наказанием во всём мире, но тюрьмы для большинства людей — неизвестный опыт. Всё, что они знают, в основном через СМИ и кинопредставления. Кроме того, зрители очарованы неизвестными и недостижимыми вопросами, которые касаются преступного поведения и действий учреждений социального контроля за преступностью, а также жизни в тюрьме.

## СМИ и общественное восприятие
Журналист Пол Мэнсон утверждал, что в целом утверждается, что вымышленные представления о тюрьме не способствовали общественному пониманию тюрьмы и не вносят положительного вклада в её улучшение. Это связано с тем, что индустрия развлекательного телевидения превратила преступность и тюрьму в развлекательные объекты, тем самым эрозируя наши сомнения и опасения по поводу тюрьмы как решения проблемы сокращения преступности. Вымышленное представление тюрьмы в кино в последнее десятилетие, производит тюрьму не только как необходимое наказание, но и как уникальный процесс контроля и сокращения преступности, чтобы устранить этих «других» неудачников, «психотических преступников».
В 1979 году фильм «Scum» привёл к реформам тюрем и борсталов в Великобритании.